# Enrique Moreno Rodríguez
Enrique Moreno Rodríguez (Montalbán de Córdoba, 14 de abril de 1900 - Córdoba, 9 de septiembre de 1936) fue un escultor conocido como "el Fenómeno".

## Biografía
Sus padres fueron Francisco Moreno de la Torre y Ana Rodríguez López. Nació en la calle Empedrada, número 103, que en la actualidad se llama calle Escultor Enrique Moreno. Su padre y sus hermanos fueron herreros.
Gracias a la ayuda de Manuel Villalba y Burgos, que administraba la finca de "El Cerro del Monte", consiguió una ayuda para estudiar dibujo, modelado y vaciado en la Escuela de Artes y Oficios de Córdoba. Le ayudó a conseguir esta subvención el modelado de un busto del político Alejandro Lerroux, cuando éste visitó Montalbán.
Se casó con Amalia Ladrón de Guevara Hernández, que era maestra de niños en la Escuela Maternal Modelo.
La Diputación de Córdoba le dio cuatro becas. La primera fue en 1917 por sus aptitudes para el modelado. En 1920 le dieron otra beca para ampliar sus estudios en Madrid. En 1921 presentó una obra en los Juegos Florales del Círculo de la Amistad de Córdoba. En 1923 participó en una exposición del Círculo de la Amistad con cuatro esculturas junto a su amigo Rafael Botí, que expuso 18 cuadros. Ese mismo año expuso otra escultura en una exposición de bellas artes que tuvo lugar en el Círculo de la Amistad. En 1929 le dieron su tercera beca para estudiar en París. En 1930 le dieron una cuarta beca para estudiar en Roma, donde conoció el vanguardismo europeo y, sobre todo, el expresionismo de Ivan Meštrović.
En 1931 expuso un bajorrelieve en piedra en una exposición de la Diputación de Córdoba que tuvo lugar en el Museo Provincial de Bellas Artes. En 1934 participó en una exposición de bellas artes del Ayuntamiento de Córdoba en la que obtuvo en Primer Premio.
Inició su carrera influido por el cubismo, aunque luego acabó entroncando más con el expresionismo de autores como Alexander Archipenko y el escultor yugoslavo Ivan Meštrović. Los decididos contornos de sus esculturas se deben a estas influencias del Este.
"El Fenómeno" era su sobrenombre, y se hizo muy popular por la brillantez de su palabra en todas las tertulias donde intervenía, como las del café "La Perla" o las del restaurante "Bruzo", entre lo más selecto de la intelectualidad cordobesa. Sirva de ejemplo al respecto la siguiente anécdota que le relaciona con Ortega y Gasset. Un día pasó Ortega y Gasset por una de las tertulias y, ante el verbo brillante del montalbeño, dijo: 

«Cuando Enrique Moreno habla, Ortega y Gasset escucha.»
Ortega y Gasset.

Todas sus esculturas se destinaron a la ciudad de Córdoba y su provincia, salvo el grupo escultórico de la Facultad de Medicina de Cádiz. De entre sus obras destacamos el monumento al músico Eduardo Lucena (Córdoba), al poeta Manuel Reina (Puente Genil), a Antonio Palomino (Bujalance) y el busto del músico Martínez Rücker (Córdoba).
Su vida, y su trayectoria artística con ella, se vio truncada la madrugada del 8 al 9 de septiembre de 1936 en que fue fusilado con 36 años de edad cuando era profesor de dibujo de la Escuela de Artes y Oficios de Córdoba, y profesor de modelado en la Escuela Aneja de "La Normal" de magisterio.

## Obra

### Escultura
- Monumento a Cipriano Martínez Rücker (1924). Jardines de la Agricultura de Córdoba.[5]
- Busto a José María Romero Escacena (hacia 1925).[6]
- Busto de Joaquín García-Hidalgo (1934). Museo de Bellas Artes de Córdoba.[7]
- Placa a Francisco Alcántara Jurado (1931). Pedro Abad.[8]
- Placa al presidente del Gobierno Alejandro Lerroux García (1931). La Rambla.[9]
- Placa de la plaza de la República (1931). Museo Arqueológico y Etnológico de Córdoba.[10]
- Monumento a Manuel Reina Montilla (1933). Puente Genil.[11]
- Busto de Pedro Mir de Lara (1933). Museo de Bellas Artes de Córdoba.[12]
- Lápida de Isabel Arias y Álvarez (1933). Cementerio de la Salud de Córdoba.[13]
- Monumento a Eduardo Lucena y Vallejo (1935). Iba a ser situado en la plaza Jerónimo Páez, pero finalmente se almacenó en las atarazanas municipales. En 1981[14] se situó en la plaza Ramón y Cajal de Córdoba.
- Virgen de la Esperanza para La Rambla (¿1923?). Actualmente desaparecida.

### Dibujo
Realizó varios dibujos, entre los que destacan las ilustraciones del Poema místico de la mujer cordobesa de Octavio Nogales.

### Obra escrita
En 1934 obtuvo el Premio Juan Valera. El Patronato Nacional de Turismo lo premió por una guía turística titulada Baedecker sentimental de Andalucía, publicada en la revista Blanco y negro el 14 de enero de 1931. Escribió varios artículos sobre arte para revistas y periódicos locales y nacionales. Fue redactor de arte de Política popular, Política semanario y El Sol de Andalucía.

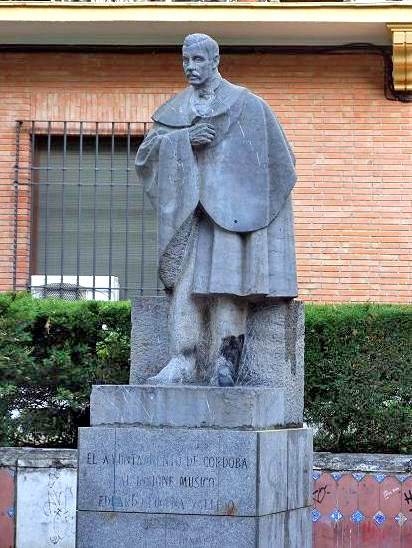
Monumento a Eduardo Lucena.
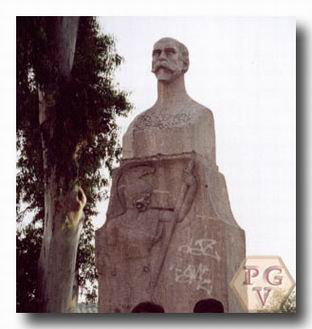
Monumento a Manuel Reina.
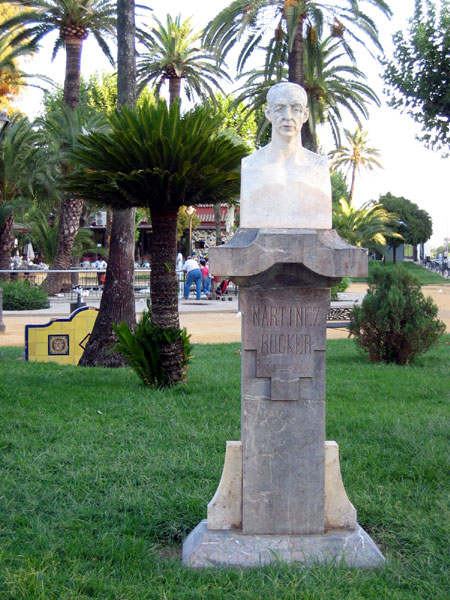
Monumento a Martínez Rücker.